# InuYasha (nhân vật)
Inu Yasha (犬夜叉 (Khuyển Dạ Xoa) Inu Yasha) là nhân vật chính trong bộ truyện tranh manga và phim hoạt hình anime cùng tên Inu Yasha của tác giả người Nhật Bản Takahashi Rumiko. Inu Yasha vốn được viết bằng chữ kanji là 犬夜叉. Chữ "Inu" 犬 (viết theo bộ hiragana là いぬ) nghĩa là "chó". Chữ "Yasha" 夜叉 (viết theo bộ hiragana là やしゃ) bắt nguồn từ chữ "Yasha" trong tiếng Phạn यक्श, nghĩa là "linh hồn", trong trường hợp này có thể hiểu là "quỷ". Vì vậy Inu Yasha hay được phiên ra tên Hán Việt là "Khuyển Dạ Xoa". Theo cách viết "chính thống" thì hai chữ Inu và Yasha đứng riêng, nhưng thường mọi người cũng hay viết là InuYasha hay Inuyasha.
InuYasha là một bán yêu (nửa người nửa yêu quái), con của một đại yêu quái chó với con gái của một gia đình quý tộc. Anh thừa hưởng Thiết Toái nha, một thanh gươm làm từ răng của cha mình, có sức mạnh tiêu diệt một trăm kẻ thù sau một lần vung kiếm. Là một bán yêu, anh có sức khỏe hơn người cùng nhiều kỹ năng đặc biệt.
Vẻ ngoài đẹp trai sáng láng, InuYasha lại có tính cách điển hình của một chàng trai ưu tú ở mọi khía cạnh: kiêu ngạo, lạnh lùng, khô khan. Tuy vậy, khi vướng vào tình yêu với hai người phụ nữ, Kikyo (kiếp trước) và Kagome (kiếp sau) anh chàng lại viết nên những câu chuyện tình đẫm nước mắt.
Bất kỳ chàng trai nào cũng sẽ lâm vào tình trạng hết sức khó xử như InuYasha trong cuộc tình tay ba, với người con gái mình đã yêu thương hết lòng ở kiếp trước (Kikyo), và người con gái mà tình cảm ngày càng nảy nở ở kiếp này (Kagome).
Chỉ có bản lĩnh, sự tinh khiết của tâm hồn mới khiến anh vượt qua được chuyện tình trớ trêu với hai người phụ nữ, để rồi họ cùng cảm phục anh, yêu thương, trân trọng anh đến tận giây phút cuối cùng, và người hâm mộ cũng khó lòng tìm được điều gì đáng phàn nàn trong cách anh ứng xử với hai cô gái đáng thương.
Năm 2001, Inu Yasha nhận giải Anime Grand Prix "nhân vật nam hay nhất". Hình ảnh Inu Yasha còn xuất hiện rộng rãi trên nhiều mặt hàng, thí dụ các hình nộm nhỏ, thú nhồi bông, các tấm thẻ, các quân bài, khăn, đồng hồ, chùm chìa khóa, áp phích, dây chuyền, và cúc áo.

## Giới thiệu chung

### Xuất thân
Quá khứ của Inu Yasha không được miêu tả trực tiếp và rõ ràng trong tác phẩm. Nó chỉ hiện lên qua hồi ức của anh về người mẹ thân yêu và về hoàn cảnh bi đát của mình trong thời thơ ấu.

Inu Yasha lúc vừa ra đời.

Inu Yasha là một bán yêu (Tiếng Nhật: hanyō), vì anh là con trai của đại yêu quái chó Inu no Taishou với Izayoi, một phụ nữ xinh đẹp, con gái của một lãnh chúa phong kiến. Cha anh mất ngay trong đêm anh sinh ra, nên từ nhỏ Inu Yasha là một đứa trẻ mồ côi. Hơn nữa, vì là một bán yêu nên anh bị loài người xa lánh và ghê sợ, trong khi những yêu quái thật sự nhìn anh bằng nửa con mắt. Qua hồi ức của Inu Yasha, độc giả thấy trong phần lớn thời gian anh sống cô độc, chỉ có người mẹ là người duy nhất bầu bạn với anh. Một ví dụ là việc anh thắc mắc với mẹ về ý nghĩa của từ "nửa người nửa yêu" mà mọi người gán cho, và câu trả lời của người mẹ là hai hàng nước mắt. Hay một ví dụ khác là hồi ức về đứa trẻ Inu Yasha bị những yêu quái thường xuyên bắt nạt và phải trốn chạy hết sức khổ sở.
Đó là lý do tại sao Inu Yasha không muốn nhắc chuyện quá khứ của mình. Inu Yasha đã từng tâm sự rằng cuộc sống của anh không lấy làm hay ho, và anh phải cố gắng rất nhiều để tồn tại.
Vì vậy, không ngạc nhiên khi Inu Yasha luôn cố gắng đoạt được viên ngọc Tứ Hồn để trở thành một "đại yêu quái". Anh đã từng cố cướp viên ngọc từ tay Kikyo, nhưng sau đó hai người yêu nhau, và, Inu Yasha cũng tạm thời từ bỏ mong muốn cướp đoạt viên ngọc. Tuy nhiên, Onigumo cũng đem lòng yêu thích Kikyo và cũng có mong muốn chiếm đoạt ngọc Tứ Hồn. Ghen tuông với Inu Yasha, Oginumo đã cho rất nhiều yêu quái khác nhập vào thân thể y, và đống hỗn độn đó trở thành một bán yêu tên là Naraku. Naraku đã dùng khả năng mới của mình biến thành Inu Yasha và Kikiyo để dàn dựng cảnh cả hai phản bội lẫn nhau. Naraku đã thành công. Kích động với sự "phản bội" này, Inu Yasha tấn công ngôi làng của Kikyo để cướp viên ngọc. Kikyo buộc phải dùng mũi tên thần của mình phong ấn Inu Yasha vào gốc cây cổ thụ thần thánh (Goshinboku). Bị thương rất nặng, và lo sợ viên ngọc bị vấy bẩn bởi nỗi đau của mình, Kikyo trăn trối với em gái Kaede hỏa thiêu thân xác mình cùng với viên ngọc Tứ Hồn để cho cả hai biến mất vĩnh viễn khỏi thế giới này.
Nhưng điều mà Kikyo không nghĩ đến là, do trước khi chết có vẫn có ước mơ riêng tư là được ở bên cạnh Inu Yasha, nên viên ngọc Tứ Hồn vẫn chưa bị hủy diệt. Nó xuất hiện vào thời điểm 550 năm sau và tồn tại trong kiếp sau của Kikiyo, Higurashi Kagome, một nữ sinh trung học phổ thông. Để cướp đoạt viên ngọc, một yêu quái rết đã bắt giữ Kagome, kéo cô vào bên trong chiếc giếng cổ. Thế là Kagome bị lôi về quá khứ vào lúc Inu Yasha đã bị phong ấn 50 năm. Để đánh bại yêu quái rết, Kagome giải ấn cho Inu Yasha. Nhưng sau khi tiêu diệt yêu quái, Inu Yasha tấn công Kagome hòng cướp viên ngọc. Kế hoạch bất thành: anh bị Kagome chặn lại bằng câu nói "Osuwari" (ngồi xuống), lúc đó chuỗi hạt anh đeo trên cổ kéo anh đập mặt xuống đất.
Mặc dù sau rốt anh cũng từ bỏ ý định cướp viên ngọc từ tay Kagome, nhưng vẫn giữ thái độ hục hặc sau một thời gian dài và luôn tỏ thái độ muốn chiếm đoạt nó. Nhưng theo thời gian, thái độ của anh đối với Kagome và những người khác cũng trở nên ôn hòa hơn, bớt dần sự cục cằn thô lỗ. Khi viên ngọc Tứ Hồn bị vỡ, anh cùng Kagome kiếm tìm chúng (mặc dù lúc đầu với thái độ khá miễn cưỡng và cũng có ý vụ lợi trong công việc kiếm tìm này). Anh cũng nhiều lần giúp đỡ Kagome, và sau đó là các thành viên khác như Shippo, Miroku, Sango khi họ gặp khó khăn. Đồng thời, cùng với cả nhóm, anh cũng "trừ yêu diệt ma" và giúp đỡ người khác trên hành trình của mình. Hình ảnh của Inu Yasha trong mắt bạn bè, cũng như trong mắt độc giả trở nên nhân hậu hơn, dịu dàng hơn.
Cuối truyện, anh kết hôn với Kagome và hai người sống cùng với nhau trong thời Chiến Quốc.

### Tính cách

Inu Yasha ở dạng yêu quái 100%

Mặc dù hình ảnh Inu Yasha về sau trở nên tinh tế và nhân bản hơn, đôi khi hài hước ngốc nghếch nhưng có lẽ thói cộc cằn vẫn là đặc trưng của nhân vật này. Anh thường sử dụng những ngôn từ khá khô khan, nhiều khi gây khó chịu cho người nghe. Thí dụ anh dùng đại từ nhân xưng hô "kisama" và "temee" (nghĩa là "mày") để xưng hô với những người mà anh không ưa thích.
Đối với những người khác thì anh dùng từ "omae" ôn hòa hơn. Một đại từ "Inu Yasha" cũng thường được dùng là "ore" để thể hiện sức mạnh của mình. Anh cũng không tỏ thái độ lễ phép với những người lớn tuổi, nhiều khi anh xưng hô với họ bằng tiếp vĩ ngữ "-baba" hay "-jiji", có nghĩa là "ông/bà già chết tiệt". Inu Yasha gọi Inu no Taishou, cha mình là "oyaji" (おやじ), có nghĩa là "cha" nhưng mang sắc thái rất suồng sã (bản tiếng Anh dịch là "the old man", nghĩa là "ông già"). Và mặc dù rất kính trọng mẹ mình (Izayoi), anh cũng chỉ dùng từ "ofukuro" (おふくろ), một cách gọi "mẹ" cũng khá suồng sã. Inu Yasha cũng được xem là khá bộc trực, nhiều khi thẳng tính đến mức "ngây ngô" trong tình cảm và trong giao tiếp. Ví dụ, tình cảm giữa Sango và Miroku là chuyện mà "ai cũng biết" còn anh thì suốt một thời gian dài không nhận ra. Và khi nói chuyện với Kagome, nhiều lúc cách diễn đạt quá tệ hại của anh là nguyên nhân chính gây ra cãi nhau giữa hai nhân vật chính. Và cuối cùng kết thúc bằng câu "Inu Yasha, ngồi xuống" của Kagome khiến anh "cẩu" đáng thương bị đập mặt xuống đất do chiếc vòng anh đeo trước cổ của pháp sư Kaede (tập 1, trang 71-74)
Inu Yasha cũng là một nhân vật ham ăn. Khi nhắc đến "ăn" là mắt anh sáng rực rỡ và nhiều khi gây ra những chuyện tức cười (chương 392, trang 12-14). Một trong những món anh thích nhất là mì gói. Nhưng "chú cẩu" này lại rất sợ những món cay, thí dụ món cà ri (tập 28, trang 72) của gia đình Kagome.
Anh cũng không thích bị gọi là "cẩu" hay gọi bằng bất cứ từ gì thể hiện nguồn gốc bán yêu của anh, ngụ ý anh là kẻ "tạp chủng". Tương tự, anh cũng không thích người khác véo đôi tai chó (tập 1-trang 48, tập 2-trang 26) của mình. Nhưng điều này lại thường bị nhiều người lôi ra trêu chọc, khiêu khích, và đôi tai chó của anh là một "vật" có "nguy cơ" bị "sờ mó" rất cao. Và có lẽ là "cẩu" nên anh có một số thói quen giống như những chú chó, ví dụ thói ngồi "xổm" giống chó, khả năng gãi bằng chân, thi thoảng chạy 4 chân như chó,... và anh rất thích "quậy" con mèo Buyo của Kagome.
Inuyasha là một bán yêu, có sức mạnh siêu phàm, nhưng trái tim của anh đã tan vỡ vì người con gái mình yêu thương. Cho đến khi gặp Kagome, nhờ trái tim ấm áp và lòng nhiệt thành của cô, mọi thứ dần dần thay đổi sâu sắc trong Inuyasha. Nhưng anh vẫn bị dằn vặt khi Kikyo – mối tình đầu của mình – quay lại và Kagome – người mà anh đã đặt cược cả trái tim của mình vào đó.

## Lồng tiếng
- Tiếng Nhật: Yamaguchi Kappei
- Tiếng Anh: Richard Ian Cox
- Tiếng Pháp: Jérôme Wiggins
- Tiếng Ý: Massimiliano Alto (tập 1-26), Francesco Pezzulli (tập 27-167)
- Tiếng Tây Ban Nha: Carlos Lladó, Enzo Fortuny (ở Mexico)